# January Suchodolski

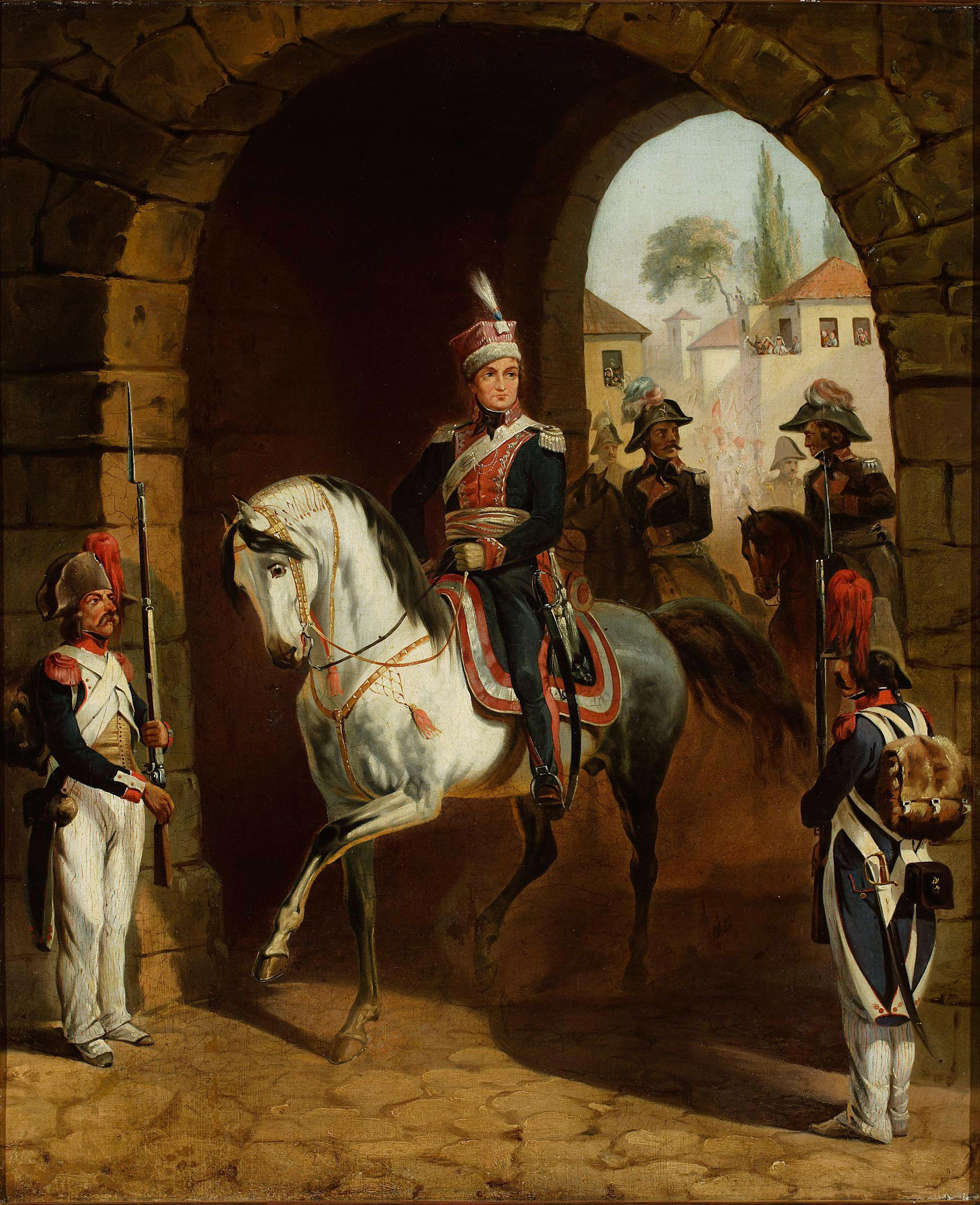
Jan Henryk Dąbrowski entra a Roma, olio su tela, 1850.

January Suchodolski (Hrodna, 19 settembre 1797 – Bojmie, 20 marzo 1875) è stato un pittore e militare polacco, membro dell'Accademia russa di belle arti.

## Biografia

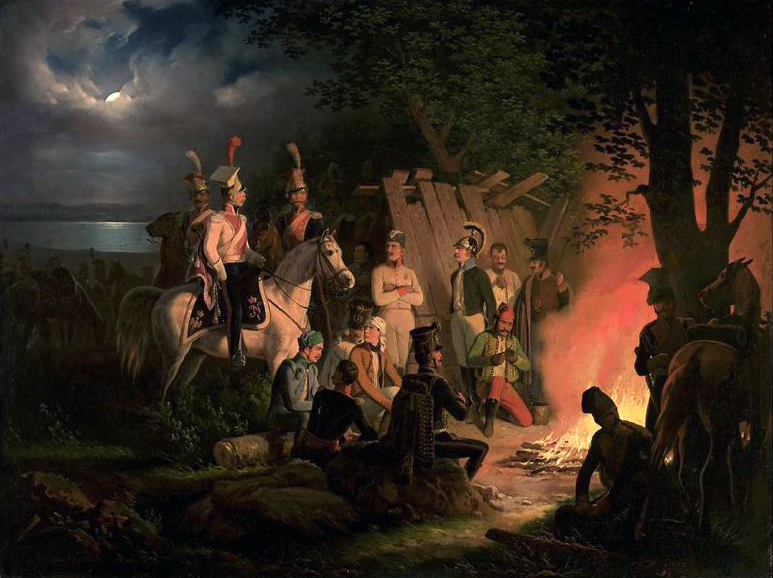
Bivacco degli ulani polacchi

Nacque a Hrodna, nell'odierna Bielorussia, ed era fratello del poeta Rajnold Suchodolski. Si arruolò nel corpo dei Cadetti di Varsavia nel 1810. Nel 1812 montava la guardia all'Hotel Angielski di Varsavia quando Napoleone vi soggiornava in incognito, in occasione della sua fuga da Mosca. Nel 1823 divenne aiutante di campo di Wincenty Krasiński, un ex ufficiale dell'Armata napoleonica che era entrato nel reggimento reale dei Granatieri. Mediante le conoscenze di Krasiński ebbe accesso alle gallerie del palazzo, in cui poté ammirare dipinti di soggetto militare e in particolare quelli di Horace Vernet. Ottenne anche accesso ai principali circoli artistici e intellettuali della Polonia, frequentando luminari come Julian Ursyn Niemcewicz, Woronicz, Koźmian, Franciszek Salezy Dmochowski, Antoni Edward Odyniec e Morawski. Nello stesso periodo iniziò a dipingere quadri di soggetto militare, soprattutto battaglie della Rivolta di Kościuszko e delle guerre napoleoniche, fra cui quelle a cui aveva preso parte Krasiński nel corso della Guerra d'indipendenza spagnola. Fece la conoscenza di Antoni Brodowski ed ebbe successo in un concorso artistico con i quadri La cattura dello stendardo di Maometto a Vienna e Morte di Ladislao di Varna.
Nel gennaio del 1830 January prese parte con il fratello alla Rivolta di Novembre. January combatté alla prima battaglia di Wawer, alla battaglia di Grochowska e alla battaglia di Iganie. Nel tempo libero schizzava le scene dei soldati e ritraeva i suoi commilitoni.
In seguito al fallimento della rivolta — in cui il fratello perse la vita — si trasferì a Roma, dove fu allievo di Horace Vernet dal 1832 al 1837. Nella città eterna conobbe Zygmunt Krasiński, figlio di Wincenty, Juliusz Słowacki, Thorvaldsen, Johann Friedrich Overbeck, Peter von Cornelius e Louis Léopold Robert. Tornò a Varsavia nel 1837 e gli fu presto offerta l'ammissione all'Accademia russa di belle arti per il suo quadro L'assedio di Achaltsiche. Fu quindi invitato a San Pietroburgo dallo zar Nicola I per dipingere le battaglie più famose dell'esercito russo. Dopo essere tornato in Poloni, compì un viaggio a Parigi nel 1844. Nel 1852 si trasferì a Cracovia, ove incontrò Wincenty Pol. Corredò di illustrazioni il poema di Pol 'Mohorta'. Nel 1860 Suchodolski aderì al comitato della Società per l'incoraggiamento delle belle arti e collaborò all'allestimento del Museo delle belle arti a Varsavia.

## Galleria d'immagini

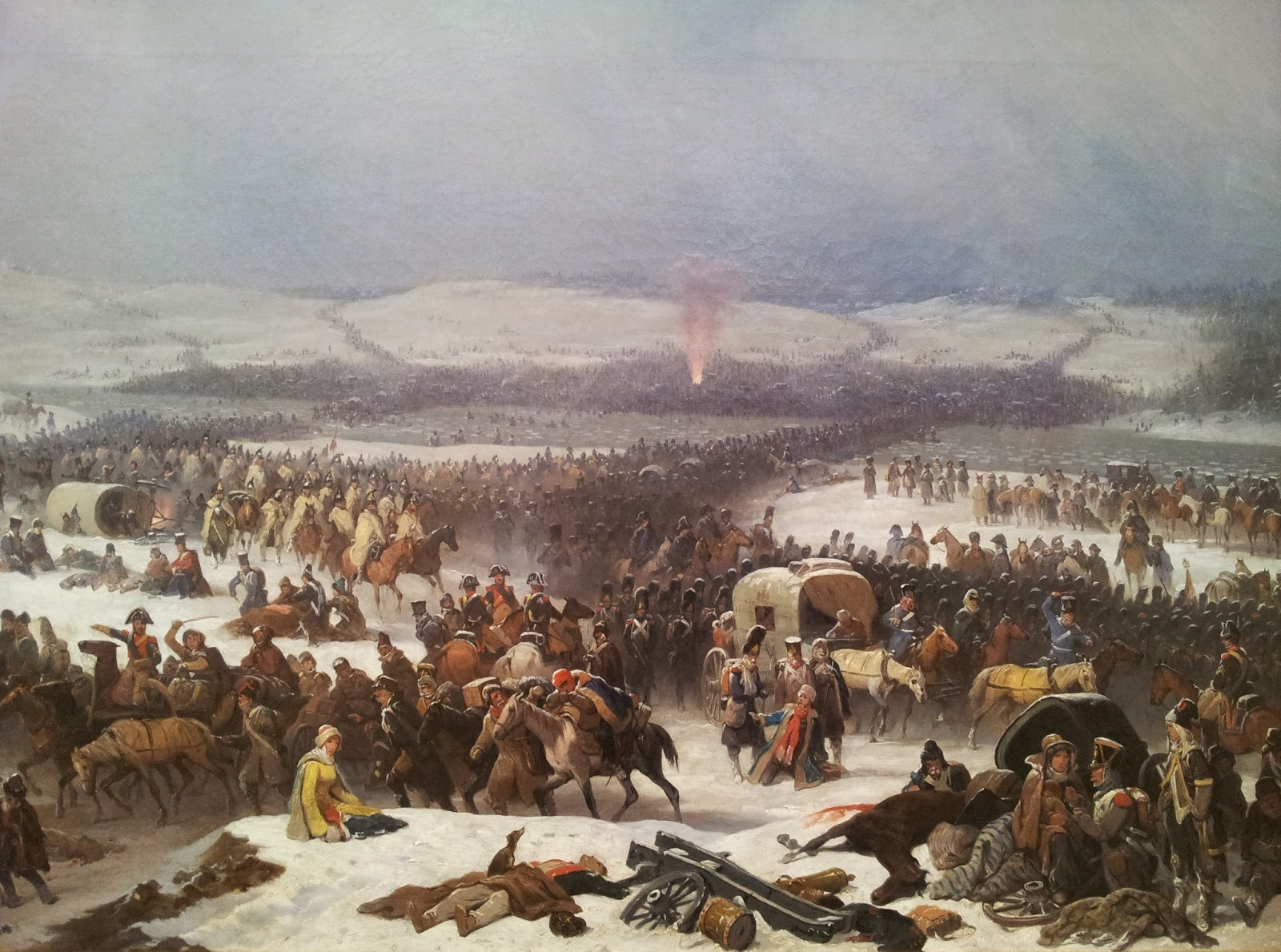
Ritirata dalla Beresina,
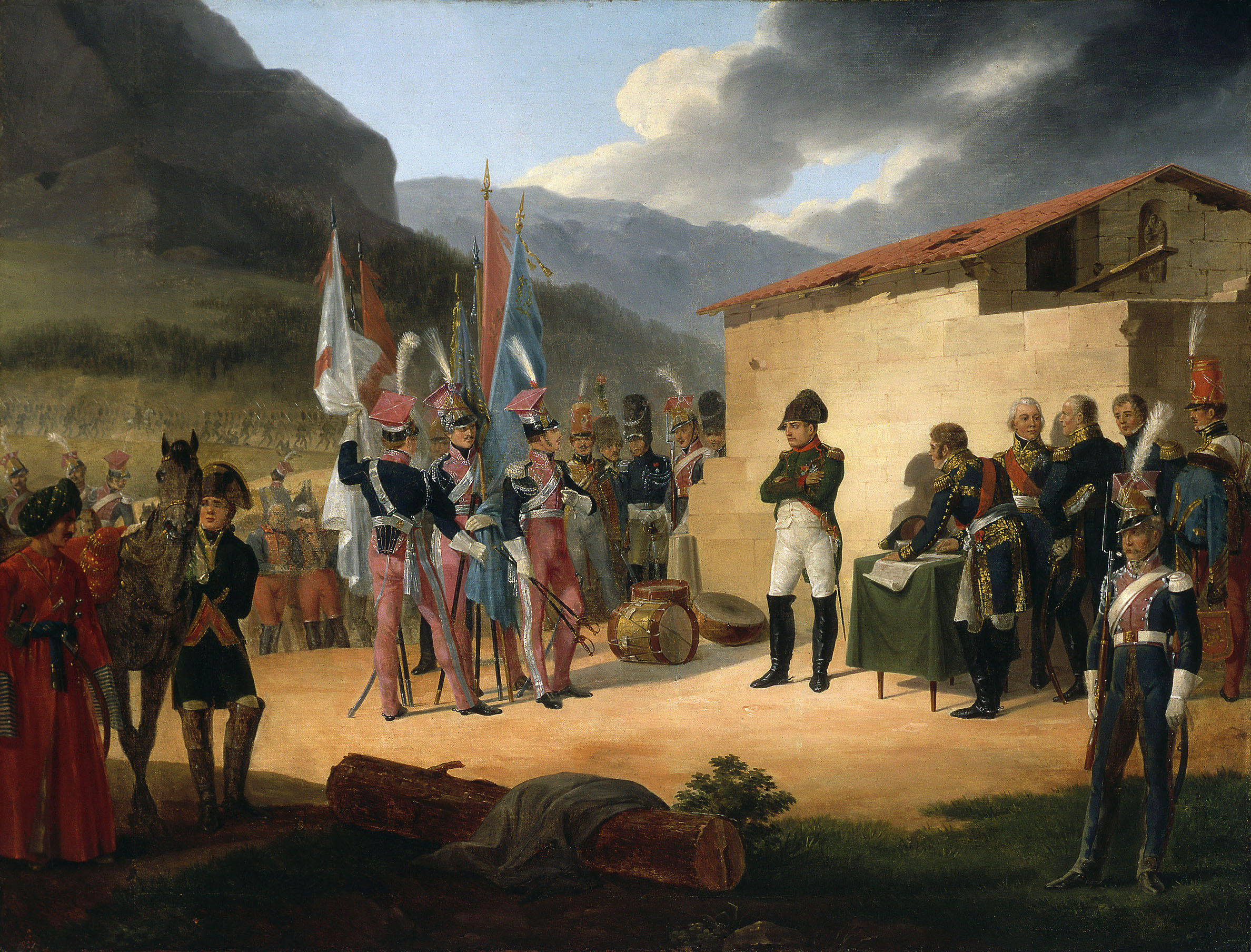
Battaglia di Tudela
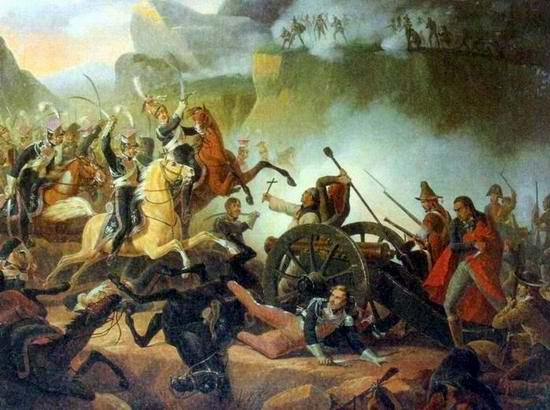
Carica degli ulani polacchi alla Battaglia di Somosierra
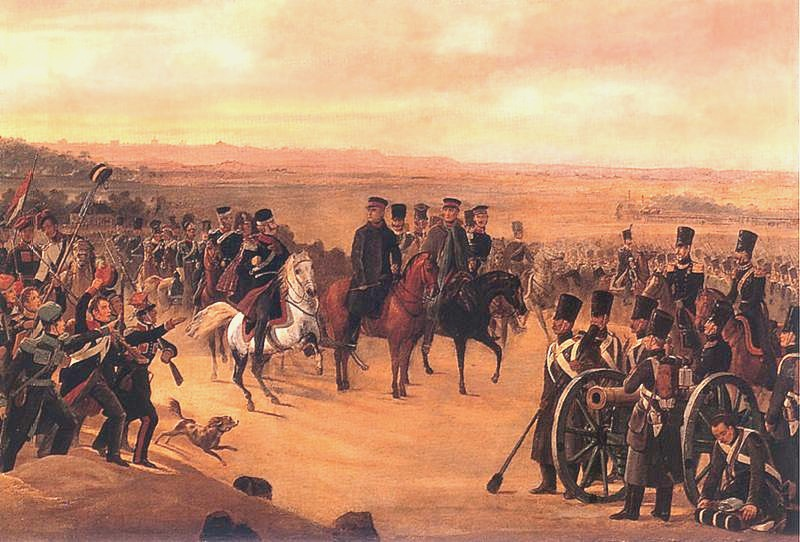
Il generale Chłopicki con l'esercito polacco alla Rivolta di Novembre, 1831
Morte del principe Józef Poniatowski alla Battaglia di Lipsia
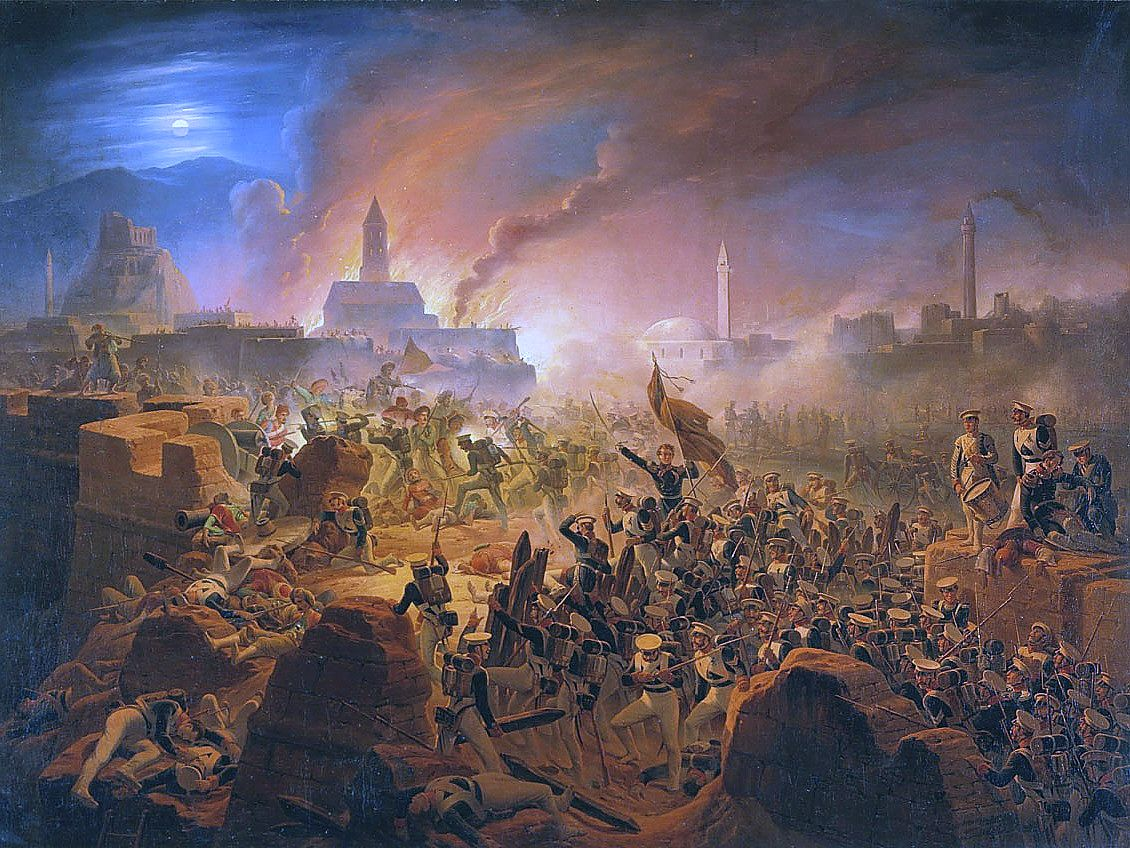
Assedio di Akhaltsikhe, 1828
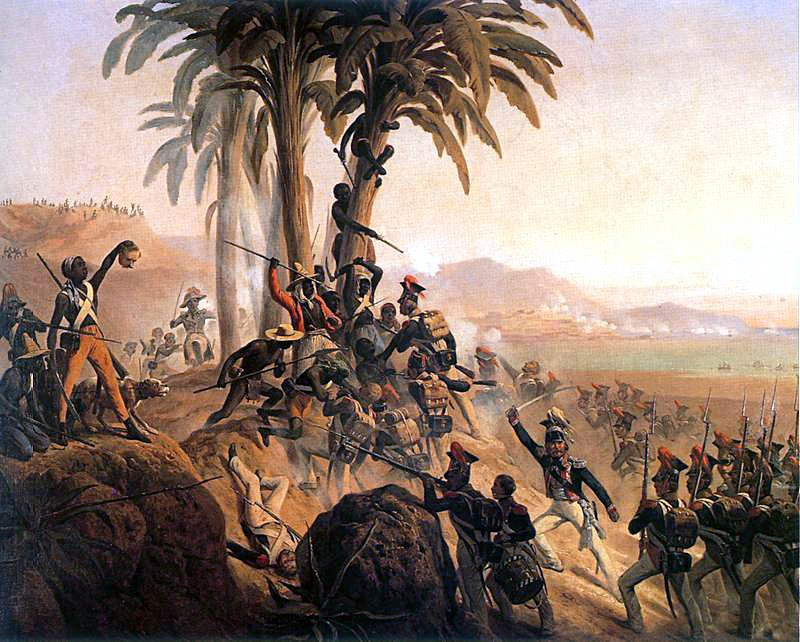
Battaglia per Palm Tree Hill, Santo Domingo - Rivoluzione haitiana, 1845
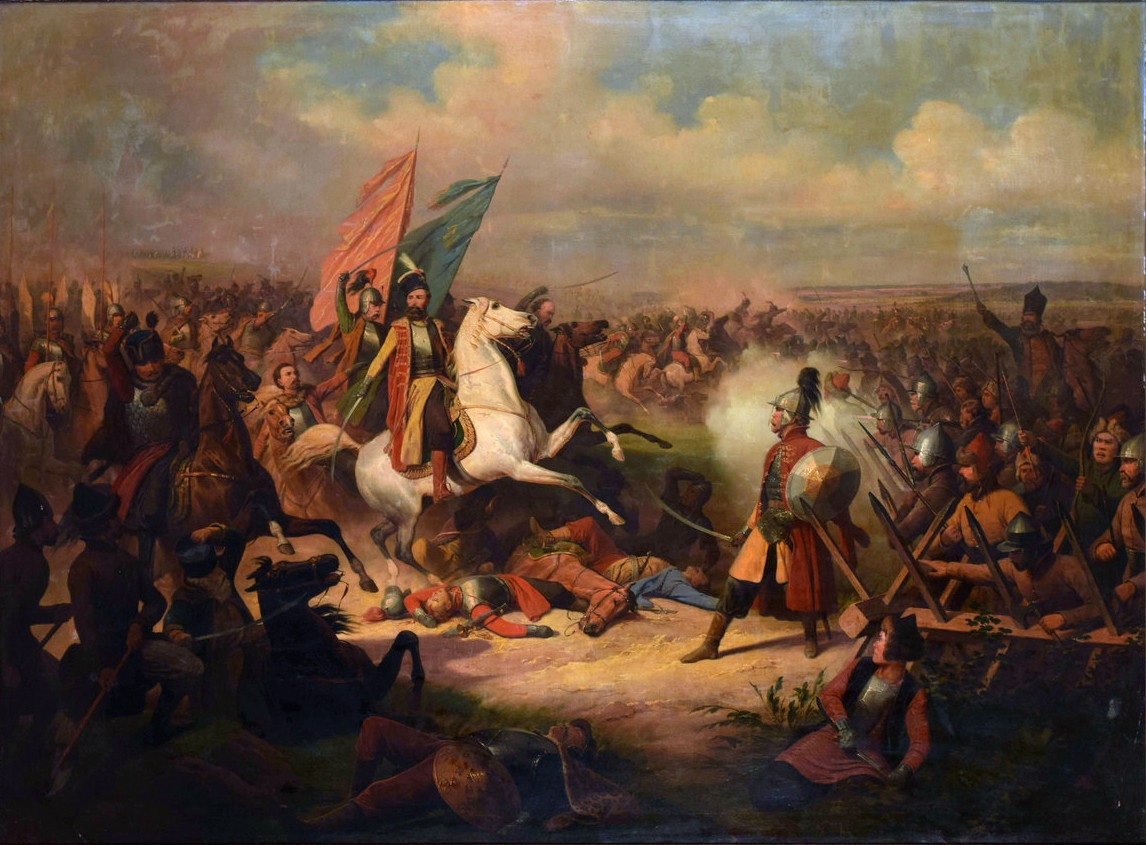
Stefan Czarniecki durante la Guerra russo-polacca (1654-1667)
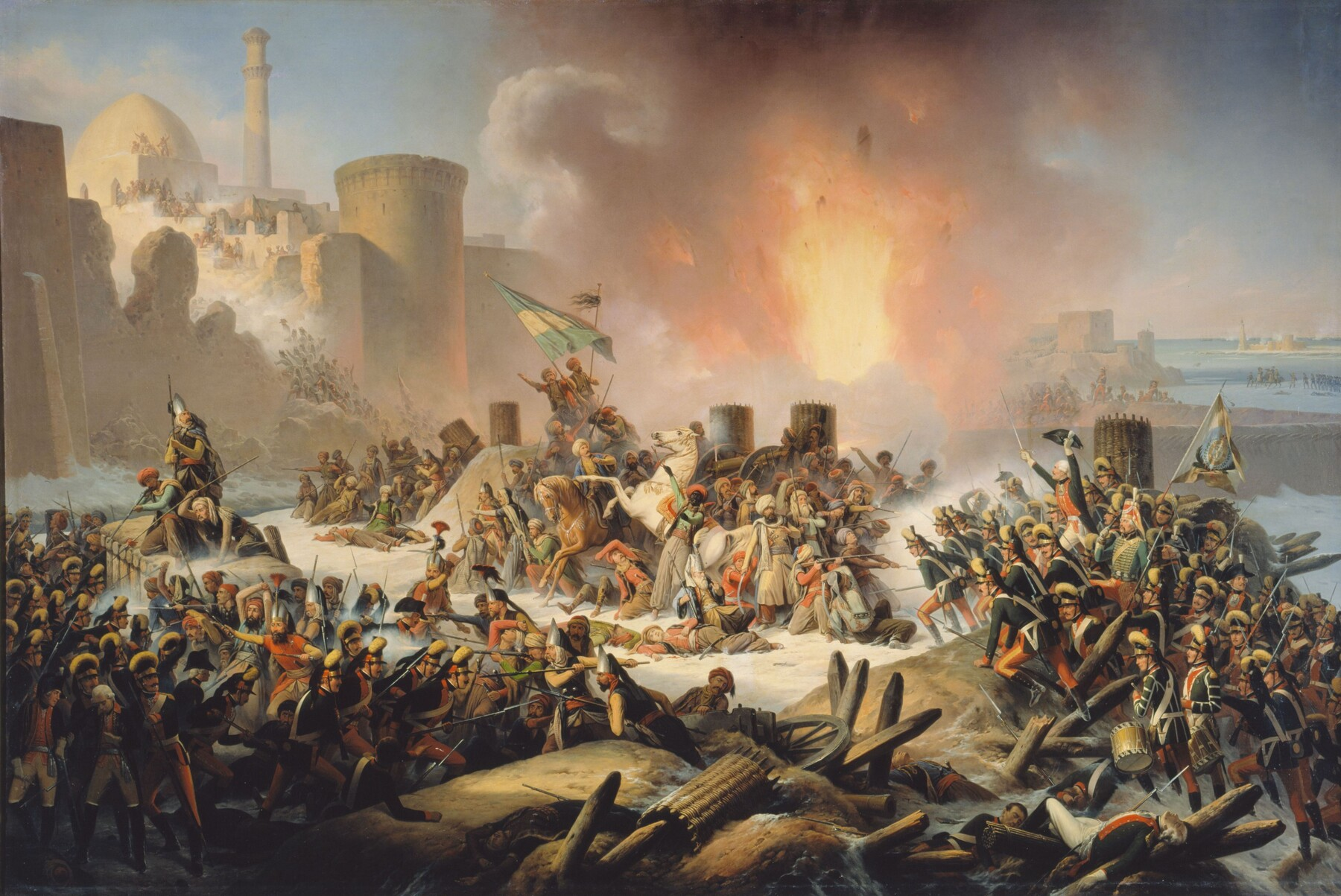
Assedio di Očakov (1788), 1853
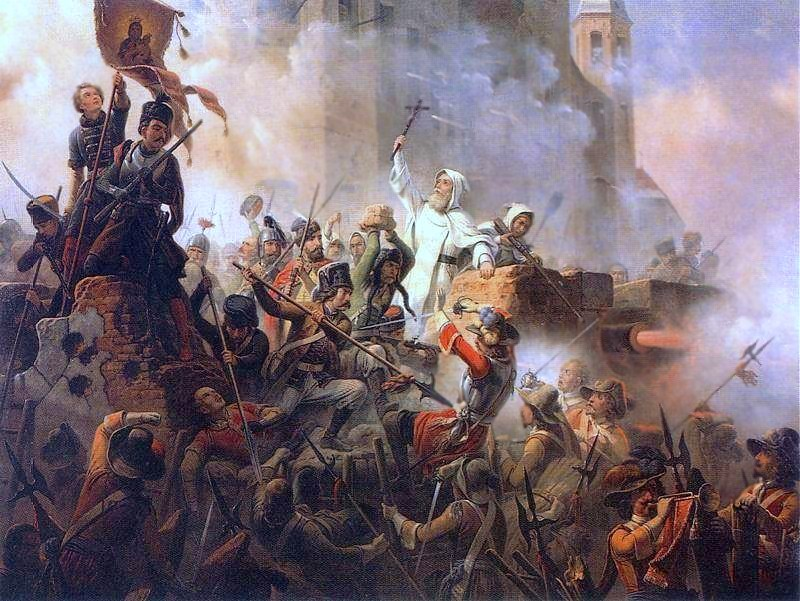
Assedio di Jasna Góra (1655), 1845